# Chia Boon Leong
Chia Boon Leong, conosciuto anche con i nomi cinesi Xie Wenlong e Xie Wenliang (謝文龍T, 谢文龙S; Singapore, 1º gennaio 1925 – Singapore, 20 dicembre 2022), è stato un allenatore di calcio e calciatore singaporiano con cittadinanza cinese e britannica, di ruolo centrocampista o attaccante.
Considerato come uno dei più talentuosi calciatori asiatici di tutti i tempi, ha legato la sua carriera ai Pasir Panjang Rovers, club di cui è stato membro fondatore. Ha rappresentato la nazionale di Singapore dal 1946 al 1954, disputando cinque finali consecutive di Coppa della Malaysia - tre titoli uno dopo l'altro tra il 1950 e il 1952 e poi due sconfitte negli ultimi incontri dei tornei del 1953 e del 1954 - e partecipando alla seconda edizione dei Giochi asiatici nel 1954.
Soprannominato Twinkletoes, grazie al suo grande talento è stato uno dei due giocatori singaporiani selezionati per rappresentare la Cina ai Giochi della XIV Olimpiade nel 1948; pur essendo tre nella storia gli atleti della città-stato ad aver preso parte all'evento, Chia è l'unico a essere sceso in campo.

## Biografia

### Origini e infanzia
Di origini abbastanza modeste, Chia era il sesto di sette figli maschi - i suoi fratelli erano Chee Sian, Chee Tiong, Chee Sin, Chee Hong, Chwee Leong e Boo Leong; aveva inoltre sette sorelle. Suo padre era Chia Yew Siang, mercante e filantropo nato nel 1867 e morto l'8 maggio 1930, quando Boon Leong aveva solo 5 anni; era una persona notevolmente importante a Singapore, tanto che gli è stata dedicata una via, Yew Siang Road, nei pressi della stazione metropolitana di Pasir Panjang.

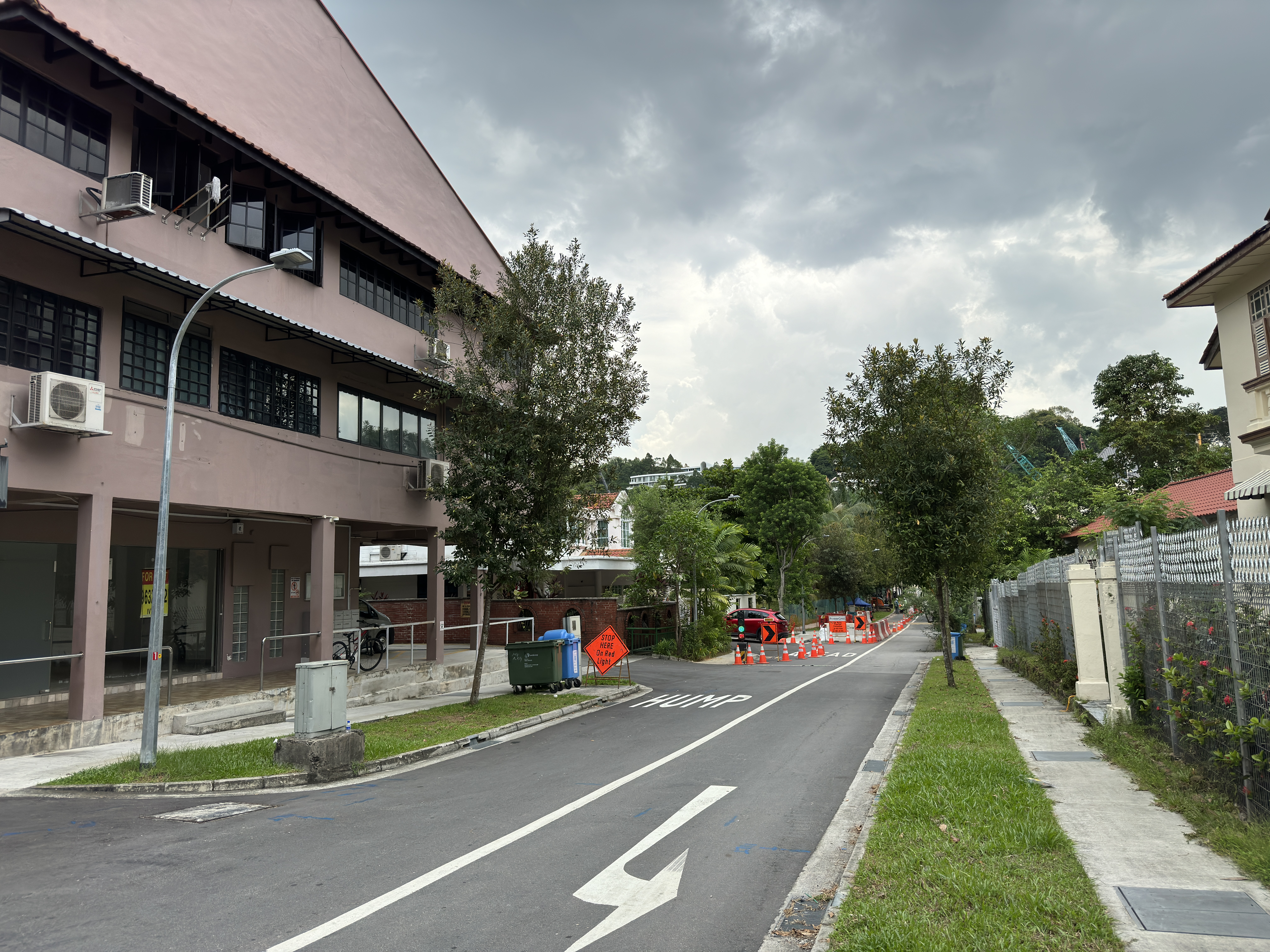
Yew Siang Road

Poiché anche la madre morì quand'era bambino, crebbe con i suoi fratelli maggiori proprio nel kampong di Pasir Panjang, avvicinandosi al mondo dello sport giocando a calcetto in un campo di sabbia di fronte a casa sua, dove le porte erano palme da cocco, con una pallina da tennis: questo lo aiutò a sviluppare un controllo di palla molto preciso.

### Istruzione

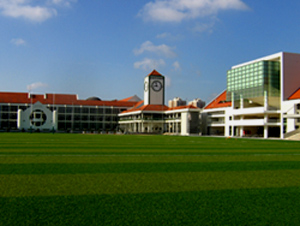
La Raffles Institution

Chia iniziò il suo percorso di studi alla Pasir Panjang English School, dove apprese e praticò sport. In seguito frequentò la Raffles Institution, eccellendo in diverse discipline: oltre che nel calcio, era molto bravo anche nell'atletica, nell'hockey e nel rugby. Tuttavia, nonostante fossero già evidenti le sue abilità con il pallone, nessuno credeva avrebbe potuto mai fare il calciatore a causa delle sue piccole dimensioni. Verso la fine del 1942, già dopo l'arrivo della guerra a Singapore, si iscrisse a una scuola giapponese situata in Queen Street.

### La guerra
(Chia Boon Leong a The Straits Times)
Nelle settimane successive all'inizio della battaglia, Chia e la sua famiglia lasciarono l'abitazione di Pasir Panjang per trasferirsi a Tiong Bahru, che era ritenuto un luogo più sicuro. Rimasero nella loro residenza di Eng Watt Street, a soli 130 metri dell'assai bombardata Eng Hoon Street, per tutto il periodo dell'Occupazione. Chia continuò a giocare a calcio, spesso allo stadio Jalan Besar e in un campo dietro il Singapore General Hospital, nei pressi di casa sua.

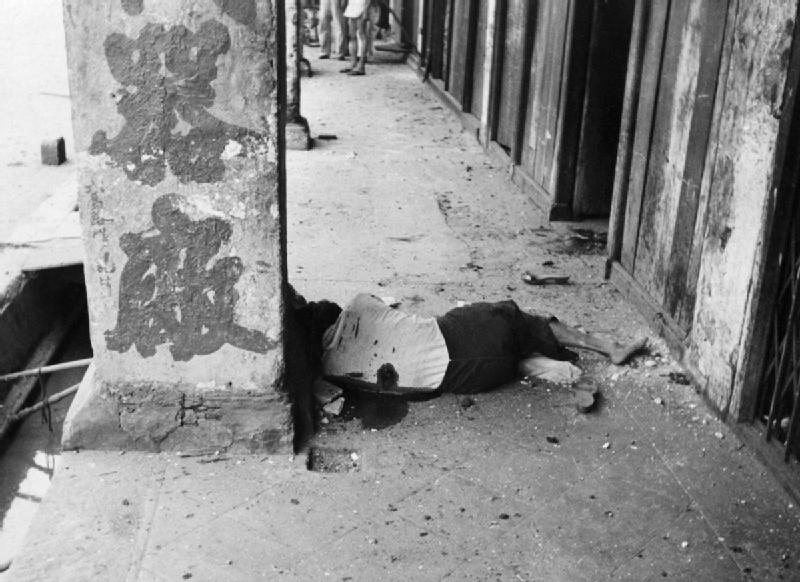
Un civile ucciso durante un attacco aereo giapponese nella battaglia di Singapore

A poche settimane dalla resa britannica del 15 febbraio 1942, gli fu detto, a Tiong Bahru, di recarsi in un'area aperta di fronte alla stazione di polizia, all'incrocio tra Keppel, Tanjong Pagar e Cantonment Road. Lì si svolse un operazione militare giapponese, denominata "Sook Ching", dove i cinesi vennero esaminati: quelli sospettati di essere anti-giapponesi, tra cui il suo fratellastro, uno dei suoi cugini e un allenatore dei Pasir Panjang Rovers, furono portati su un camion e in seguito giustiziati.

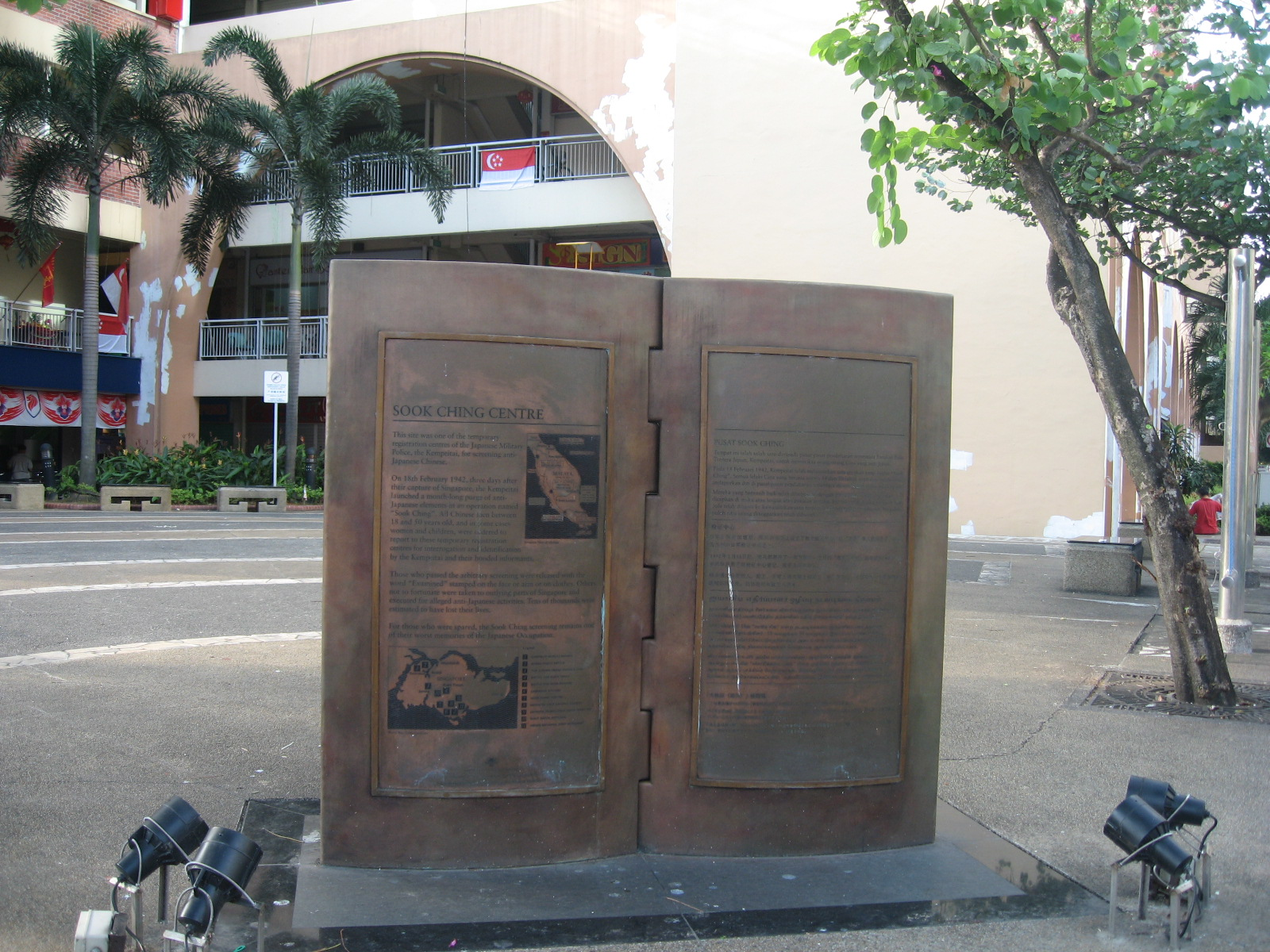
Sito di un centro del Sook Ching

Chia è rimasto molto colpito da un altro episodio durante la guerra: i giapponesi fecero schierare un gruppo di uomini cinesi e un informatore, che nascondeva la sua identità grazie a un cappuccio, indicava coloro che avevano prestato servizio per i britannici, come membri di una riserva militare volontaria.

### Vita privata
Chia Boon Leong è stato sposato, fino alla fine dei suoi giorni, con Lily Lim, con la quale ha avuto tre figli. Amava dedicarsi al giardinaggio. Il suo secondogenito, Tony, ha raccontato di come egli sia rimasto un grande appassionato di calcio anche dopo il ritiro, definendolo "un esperto con cui guardare le partite"; ha fatto sapere anche che ha seguito con lui tutte le finali del campionato mondiale dal 1974 al 2018, perdendosi quella del 2022 - in cui trionfò Lionel Messi, giocatore preferito di Twinkletoes - solo per le condizioni di suo padre.

### Morte

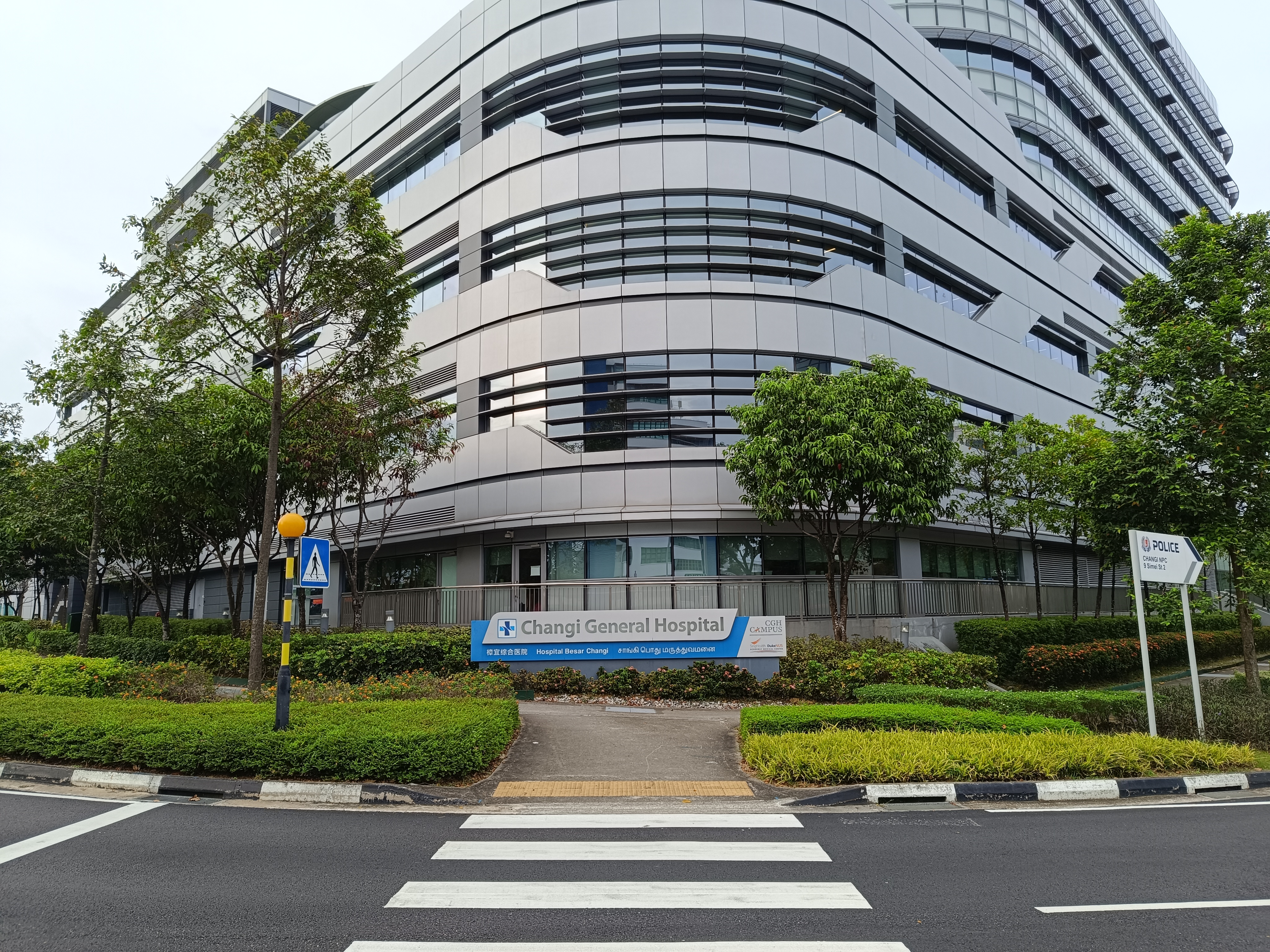
Il Changi General Hospital

Malato di polmonite, Chia è stato ricoverato al Changi General Hospital, situato nel quartiere singaporiano di Changi. È morto all'età di novantasette anni il 20 dicembre 2022, due giorni dopo la finale della Coppa del mondo di Messi e 12 prima del suo novantottesimo compleanno. In sua memoria, è stato osservato un minuto di silenzio nella partita di AFF Cup del 24 dicembre 2022 in cui la nazionale singaporiana ha trionfato sulla Birmania con il risultato di 3-2.

## Caratteristiche tecniche

### Giocatore
Solitamente impiegato come interno sinistro, Chia era un "playmaker" che si trovava a suo agio anche sul fronte offensivo. Definito dal giornale filippino The Manila Times "piccolo ma terribile", in quanto alto solo 160 centimetri, aveva un'incredibile resistenza: era "un instancabile lavoratore". Eccezionalmente veloce, trovava il suo punto di forza nel controllo di palla. Molto abile nel dribbling, aveva anche uno spiccato senso del goal.

### Allenatore
Secondo Chia Boon-Leong, alla base di una squadra che gioca bene servono incentivi: "se hai una squadra felice, naturalmente (i giocatori) possono giocare meglio a calcio in un certo senso. Se hai giocatori scontenti, non è facile ottenere il meglio da loro." Durante il suo periodo da commissario tecnico della nazionale singaporiana, stabilì un sistema di assegnazione dei premi, equi per tutti i giocatori, in base ai risultati.

## Carriera

### Club

#### Pasir Panjang Rovers: primi anni

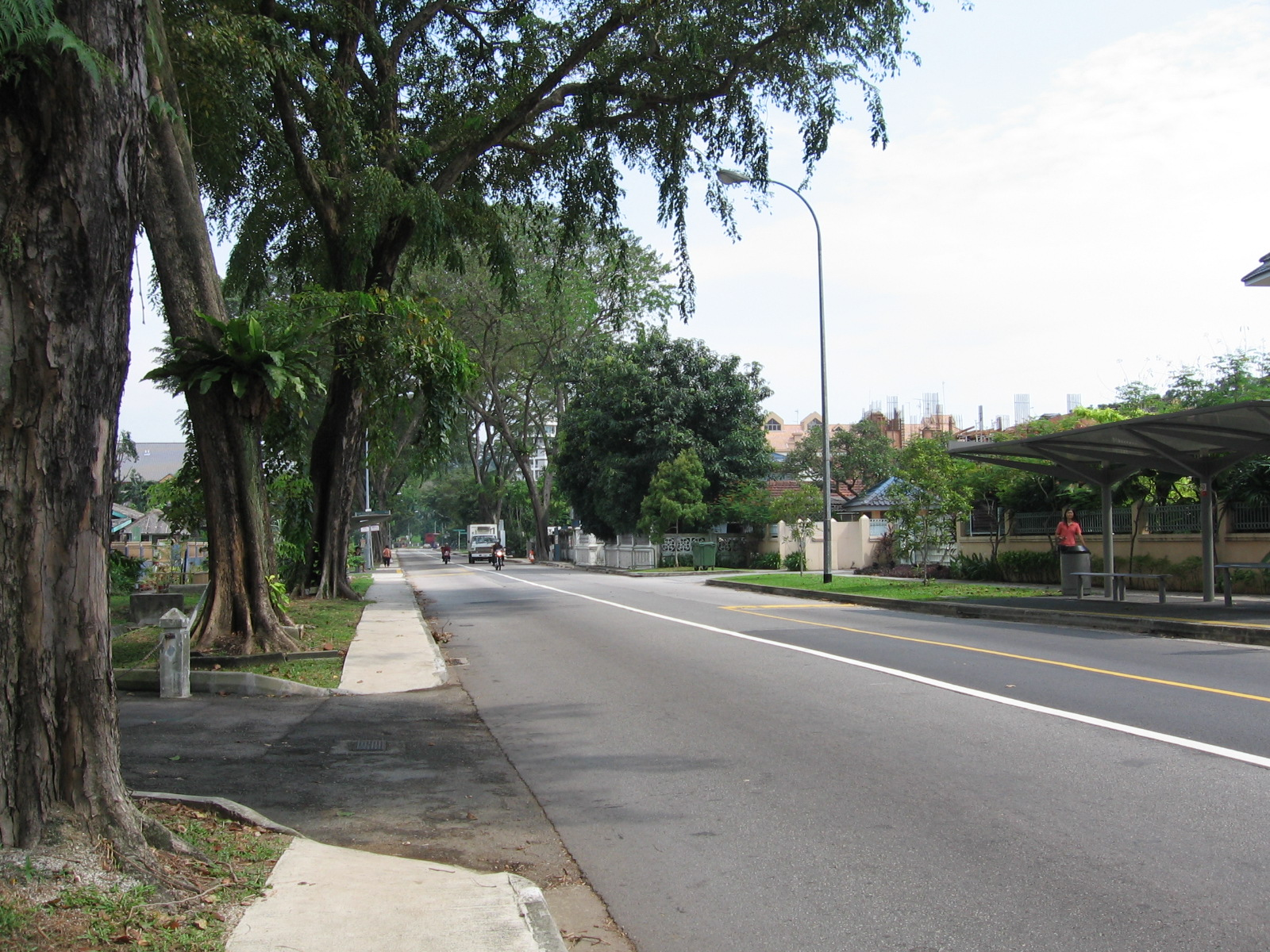
Pasir Panjang

Chia Boon Leong iniziò a giocare a calcio nei Pasir Panjang Rovers, di cui fu co-fondatore all'età di soli 13 anni. Alcuni appassionati di calcio del kampong di Pasir Panjang, infatti, decisero di formare una squadra di calcio; tuttavia questa, inizialmente, poteva disputare soltanto partite amichevoli, poiché era composta da cinesi, malesi e indiani, e le formazioni multi-etniche non erano ammesse ai campionati organizzati dalla Singapore Amateur Football Association (SAFA). La partecipazione a questi era limitata alle squadre delle comunità e dei servizi.
I Rovers poterono finalmente gareggiare nei tornei ufficiali solo dopo l'arrivo della guerra a Singapore: venne fondata la Syonan Sports Association (SSA). Ogni giorno, dopo il lavoro, Chia si recava allo stadio Jalan Besar per giocare. L'associazione però non era stata creata solo a fine sportivo; essa era infatti uno strumento che mobilitava manodopera ausiliaria per svolgere compiti quali la rimozione di macerie e di vittime durante i bombardamenti. Anche i compagnia di squadra dei Pasir Panjang Rovers dovevano dare una mano in questi incarichi, in quanto membri della SSA, ricevendo in cambio razioni di riso e sigarette. Poiché Chia non fumava, vendeva quest'ultime per guadagnare qualcosa in più.
I Rovers, sul campo, vinsero tutte le partite tra maggio e settembre 1943; trionfarono in tutte le competizioni organizzate dalla SSA fino al 1945, tra cui l'Alsagoff Shield del 1943. Quando l'associazione ospitava a cena gli avversari, i pasti erano più sostanziosi di quelli quotidiani, comprendendo ad esempio porridge e patate dolci; appena il cibo veniva servito, i giocatori si precipitavano a prendere la propria parte. Una volta, un ospite si irritò per questo comportamento e gettò la dentiera nella sua zuppa per non farla mangiare a nessun altro. "Cosa abbiamo fatto? Ci siamo fatti tutti una bella risata" ha raccontato Chia.

#### Syonan

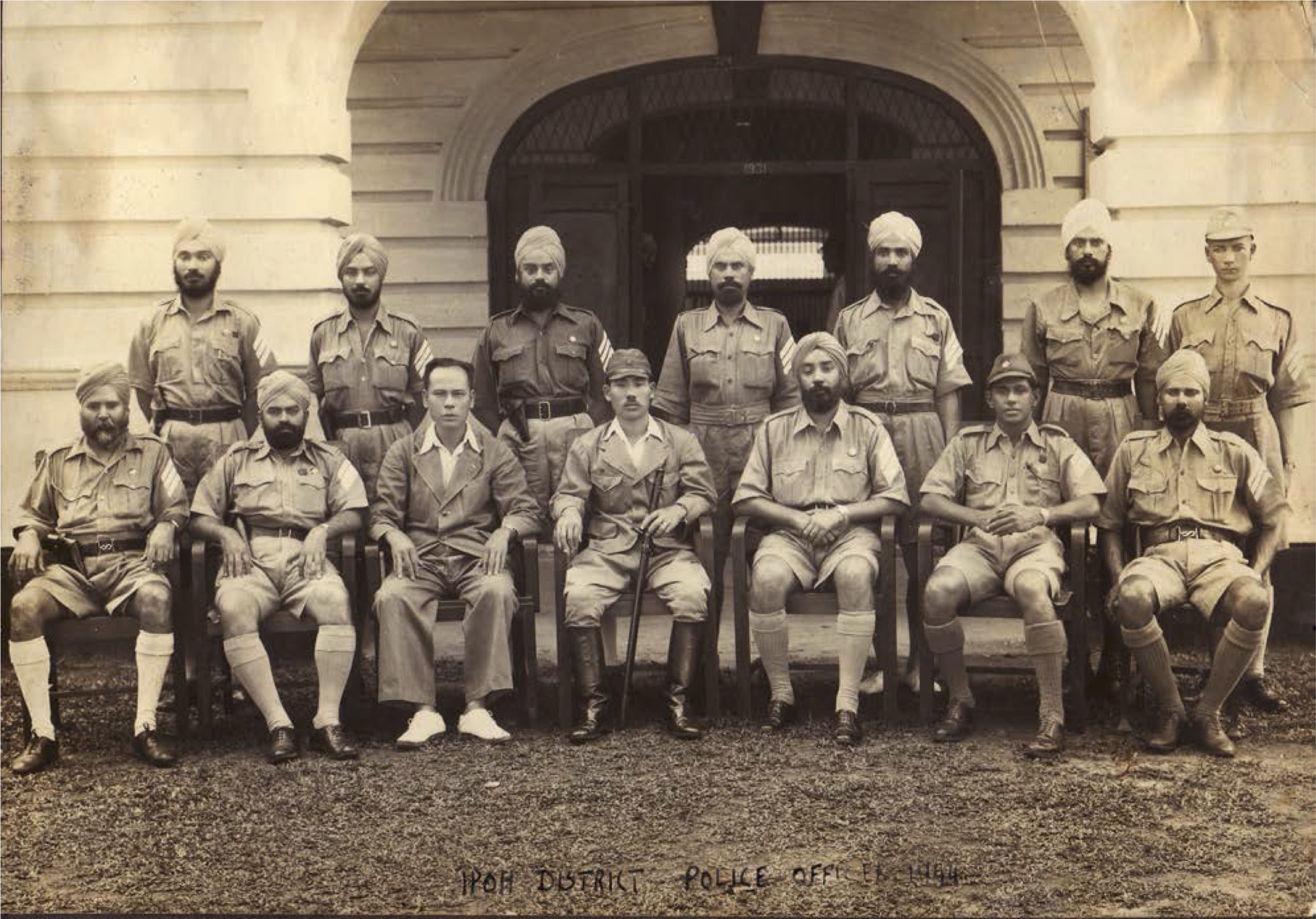
Ufficiali di polizia di Ipoh nel 1944

Twinkletoes fece parte in due occasioni, tra la fine del 1943 e la metà del 1944, di una formazione rappresentativa della Syonan Sports Association per il "Syonan tour", una tournée in Malesia in cui i membri dell'associazione disputarono "di buona volontà" varie partite con squadre locali. Nella mente del calciatore rimase impresso quando durante un viaggio in camion tra Kuala Lumpur e Ipoh nel secondo tour, i giocatori temevano un attacco da parte dei guerriglieri anti-giapponesi all'ufficiale nipponico che accompagnava la squadra. Chia ha dichiarato che "sebbene non sia stato un viaggio confortevole, in qualche modo la squadra si è comunque divertita".